# Juventudes del Partido Popular Europeo
Las Juventudes del Partido Popular Europeo (Youth of the European People's Party, YEPP) es la organización juvenil del Partido Popular Europeo y su rama política joven oficial. La YEPP comprende a otras 48 organizaciones juveniles de política de 35 países de Europa. Fundada en 1997, la YEPP ha crecido hasta ser la organización política juvenil más grande de Europa.

## Lista de presidentes
- Fredrik Reinfeldt (Suecia), 1997 - 1999
- Michael Hahn (Alemania), 1999 - 2001
- Rutger-Jan Hebben (Países Bajos), 2001 - 2003
- Daniel Bautista (España), 2003 - 2005
- David Hansen (Noruega), 2005 - 2007
- Ioannis Smyrlis (Grecia), 2007 – 2009
- Laurent Schouteten (Francia), 2009 – 2011
- Csaba Dömötör (Hungría), 2011 – 2013
- Konstantinos Kyranakis (Grecia), 2013 – 2017
- Andrianos Giannou (Rumanía), 2017 – presente

## Equipo de dirección (2009-11)
- Presidente: Laurent Schouteten (Francia)
- 1st Vicepresidente: Thomas Schneider (Alemania)
- Secretario General: Carlo de Romanis(Italia)
- Vicesecretario General: Brenda Furniere(Bélgica)
- Treasurer: Julian Calvert (Noruega)
- Vicepresident: Caesar Andres (Suiza)
- Vicepresident: Gernot Bluemel (Osteria)
- Vicepresident: Csaba Domotor (Hungría)
- Vicepresident: Paula Gómez de la Bárcena Ansorena (España)
- Vicepresident: Melita Kelenc (Eslovenia)
- Vicepresident: Anatolii Korol (Ucrania)
- Vicepresident: Duarte Marques (Portugal)
- Vicepresident: Juha-Pekka Nurvela (Finlandia)
- Vicepresident: Bronne Pot (Países Bajos)

## Organizaciones integrantes
Albania
- Unión de Juventudes del Partido Demócrata (FR-PD)

 Austria
- Junge ÖVP

 Bielorrusia
- Frente Malady
- Unión de Juventudes Social-Cristianas (YCSU)

 Bélgica
- Juventudes cdH
- JONG Christen-Democratisch & Vlaams (JONGCD)

 Bosnia y Herzegovina
- Juventudes del SDA

 Bulgaria
- Unión de Juventudes del Partido Demócrata  (MSDP)
- Unión de Juventudes de Fuerzas Demócrata (MSDS)

 Croacia
- Juventudes del Unión Demócrata de Coacia (Mladež Hrvatske demokratske zajednice; MHDZ)

 Chipre
- Organización Joven de Concntración Democrática (NE.DI.SY)

 República Checa
- Juventudes Democristianas de la República Checa (Mladí křesťanští demokraté; MKD)

 Dinamarca
- Juventudes democristianas (Kristendemokratisk Ungdom; KDU)
- Jóvenes conservadores (Konservativ Ungdom; KU)

 Estonia
- Res Publica Juventus
- Unión Juvenil Pro Patria (Noor-Isamaa)

 Finlandia
- Juventudes Cristianodemócratas de Finlandia (KDN)
- La Liga Joven del Partido de Coalición (Kokoomuksen Nuorten Liitto; KNL)

 Francia
- Jeunes Populaires (UMP)

 Georgia
- Juventud Demócrata Nacional de Georgia (Akhalgazrda Erovnul-Demokrati)
- Asociación de Juvendudes Democristianas de Georgia (SAQDA)
- Juventudes de Derechas (Akhalgazrda Memarjveneebi)

 Alemania
- Junge Union (JU)

 Grecia
- Organización Juvenil de Nueva Democracia (ΟΝΝΕΔ/ONNED)

 Hungría
- Organización Joven de Fidesz (Fidelitas)
- Juventud del Foro Democrático (IDF)

 Irlanda
- Joven Fine Gael (YFG)

 Italia
- Juventud de Forza Italia (FIG)
- Juventud de la Unión Democristiana (UDC)
- Juventud de la Unión Democrática por Europa (UDEUR)
- Juventud del Partido Popular Sudtirolés (SVP)

 Letonia
- Juventud del Partido Popular de Letonia (Tautas partijas Jaunatnes organizācija)

 Lituania
- Juventudes Cristiano-demócratas (Jaunieji krikščionys demokratai; JKD)

 Luxemburgo
- Juventudes Social-cristianas de Luxemburg (Chrëschtlech-Sozial Jugend; CSJ)

 Malta
- Movimiento Joven del Partido Nacionalista (Moviment Żgħażagħ Partit Nazzjonalista; MZPN)

 Moldavia
- Nueva Generación de Cristiano-demócratas del Partido Popular (NG PPCD)

 Países Bajos
- Movimiento de Juventud Cristiano-Demócratas (CDJA)

 Noruega
- Jóvenes Conservadores de Noruega (Unge Høyres Landsforbund; UHL)
- Jóvenes Cristiano-demócratas de Noruega (Kristelig Folkepartis Ungdom; KrFU)

 Polonia
- Asociación de Jóvenes Demócratas (Stowarzyszenie/MD)

 Portugal
- Juventud Social-Demócrata de Portugal (Juventude Social Demócrata; JSD)

 San Marino
- Juventud Democristiana de San Marino (GDC)

 Serbia
- Juventud del Partido Democrático de Serbia (OMLADINA DEMOKRATSKE STRANKE SRBIJE - ODSS)

 Eslovaquia
- Movimiento Cristiano-Demócrata de Slovaquia (KDMS)
- Nueva Generación (NOVA GENARACIA; NG)

 Eslovenia
- Nueva Generación  del Partido Popular Esloveno (Nova generacija SLS; NG SLS)
- Juventud Democrática Eslovena (SDM)
- Eslovenia Joven (Mlada Slovenija; MSi)

 España
- Nuevas Generaciones del Partido Popular (NNGG)
- Unión de Juventudes Cristiano-Demócratas de Cataluña (UFDCC)

 Suecia
- Jóvenes Cristiano-Demócratas (Kristdemokratiska ungdomsförbundet; KDU)
- Liga Joven Moderada (Moderata ungdomsförbundet; MUF)

 Suiza
- Juventudes Cristiano-demócratas del Partido Popular de Suiza (Junge Christlichdemokratische Volkspartei der Schweiz; JCVP)

 Ucrania
- Cuna Joven
- Juventud Cristiano-Demócrata Youth de Ucrania (CDMU)
- Rukh Joven

- Datos: Q1297535
- Multimedia: Youth of the European People's Party / Q1297535